# Joseph P. Kennedy, Sr.
Joseph "Joe" Patrick Kennedy, Sr. (født 6. september 1888, død 18. november 1969) var en prominent amerikansk forretningsmand og politiker. Han var far til præsident John F. Kennedy og overhoved for Kennedy-klanen.
I 1938 blev han udnævnt til USA's ambassadør i Storbritannien. Kennedy, der var af irsk afstamning, bekymrede sig ikke stort om briterne, støttede amerikansk isolationisme, og havde ikke noget problem med Neville Chamberlain's såkaldte appeasement-politik. Han gik af som ambassadør i 1940 eftersom han var uenig med Roosevelts støtte til Storbritannien.
Han havde selv ambitioner med hensyn til præsidentposten i USA, men da det på grund af hans manglende popularitet syntes umuligt, arbejdede han i stedet henimod at hans ældste søn Joseph Jr. skulle kunne opnå denne post. Joe Jr. blev dog dræbt i aktiv tjeneste under et bombeangreb over Tyskland. Joseph vendte så i stedet sin opmærksomhed mod sin næstældste søn John F. Kennedy der vandt præsidentposten ved valget i 1960.
Mordet på John F. Kennedy i 1963 påvirkede naturligvis familien kraftigt, og Joseph var ikke meget for at støtte sin anden søn, Robert F. Kennedy, i dennes forsøg på at blive det demokratiske partis præsidentkandidat ved valget i 1968 af frygt for at miste endnu et barn. Denne frygt viste sig begrundet, da Sirhan Sirhan myrdede Robert F. Kennedy i 1968.

## Børn
- Joseph Patrick Kennedy jr. (1915–1944)
- Præsident John F. Kennedy (1917-1963)
- Rosemary Kennedy (1918-2005)
- Kathleen Agnes Kennedy Cavendish (1920–1948)
- Eunice Mary Kennedy Shriver (1921-2009)
- Patricia Kennedy Lawford (født 1924-2006)
- Robert Francis Kennedy (1925–1968)
- Jean Anne Kennedy Smith (født 1928)
- Edward Moore Kennedy (1932–2009)